# ناخنک (چشم)

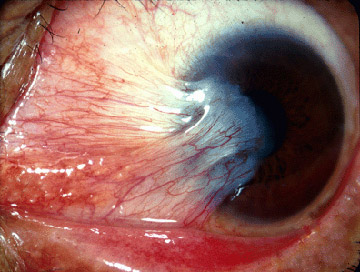
ناخنک چشم

ناخُنَک زائده یا غشایی مثلثی‌شکل است که در گردن، چشم، زانو، آرنج، مچ پا یا انگشتان رشد می‌کند.
ناخنک عبارت است از افزایش رشد لایه ملتحمه که در بیشتر موارد، رویش آن از گوشه فراخ چشم آغاز شده و بسا آن‌چنان بر روی ملتحمه پیشرفت کند که همه آن را که در برابر مردمک است، بپوشاند. ناخنک ممکن است نرم یا سخت و به رنگ زرد یا سرخ باشد.
ناخنک چشم معمولاً از سفیدی چشم (ملتحمه) روی سیاهی چشم (قرنیه) کشیده می‌شود.
ناخنک چشم یک ضایعه مثلثی است که از سفیدی چشم (ملتحمه) روی سیاهی چشم (قرنیه) کشیده می‌شود. این ضایعه ناشی از رشد خوش‌خیم بافت پیوندی و رگ‌های ملتحمه‌است. ناخنک معمولاً ابتدا به صورت یک سفیدی روی ملتحمه ایجاد می‌شود که به تدریج به سمت قرنیه رشد می‌کند. به علت وجود رگ‌های زیاد معمولاً رنگ ناخنک صورتی یا قرمز است. ناخنک گاهی ملتهب می‌شود و باعث سوزش و خارش و اشک‌ریزش می‌شود. گاهی ناخنک رشد زیادی می‌کند و تا وسط قرنیه می‌رسد و جلوی دید را می‌گیرد؛ به علاوه حتی ناخنک‌های کوچکتر هم می‌توانند با تغییر شکل قرنیه باعث ایجاد آستیگماتیسم شوند و دید افراد را تار کنند.
پرتو فرابنفش را در شکل‌گیری و پیشرفت ناخنک چشم مؤثر می‌دانند.

## درمان

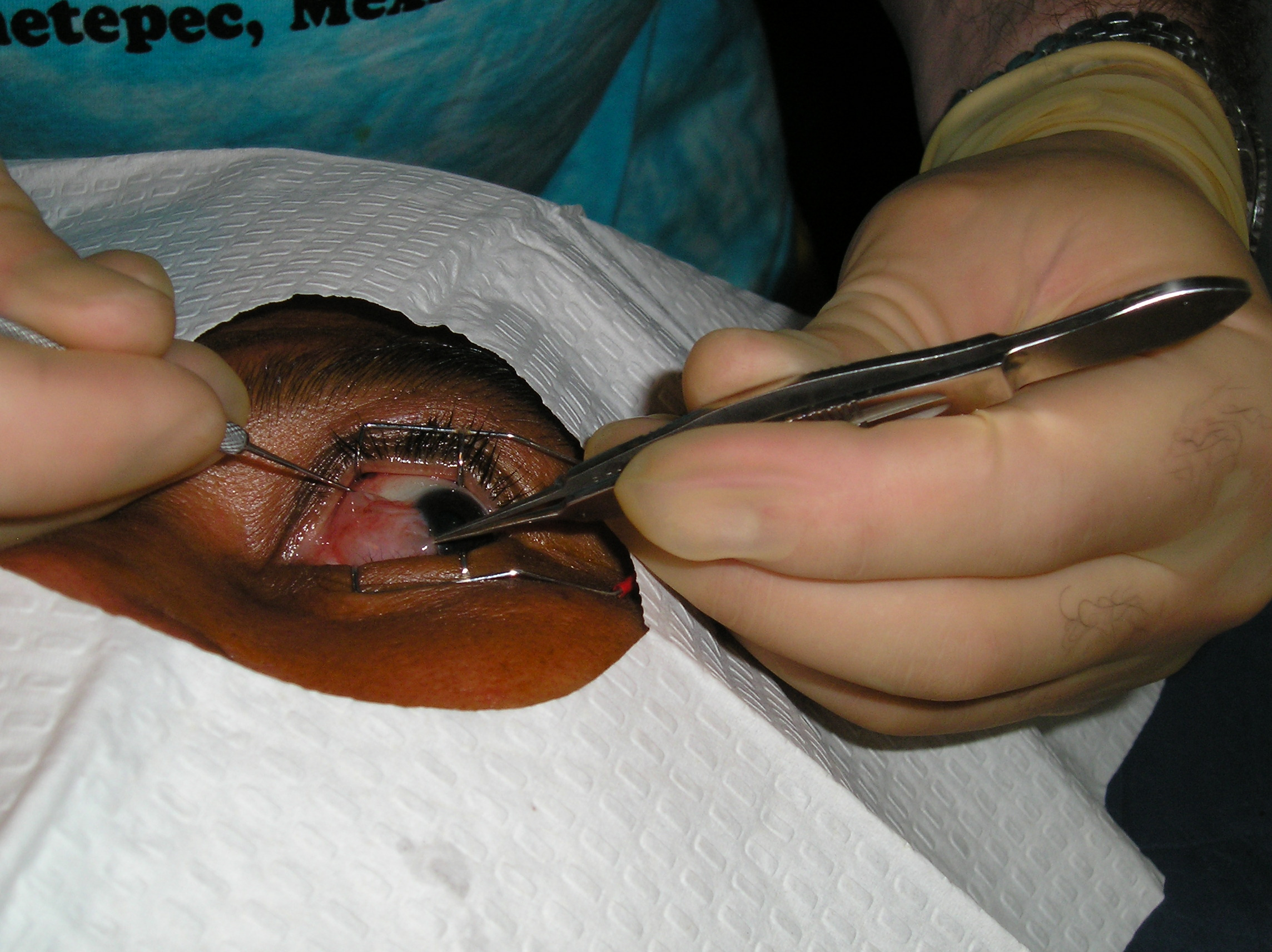
جراحی یک فرد که دچار ناخنک شده است.

اگر ناخنک کوچک باشد و ظاهر ناخوشایندی نداشته باشد و باعث قرمزی و سوزش چشم‌ها نشود نیاز به درمان خاصی ندارد.
اگر ناخنک گهگاه ملتهب شود و سوزش و قرمزی چشم ایجاد کند مصرف قطره‌های اشک مصنوعی به صورت مکرر ممکن است باعث تسکین علائم شود. در مواردی که ناخنک التهاب شدیدی دارد می‌توان با نظر چشم‌پزشک یک دوره درمان با قطره‌های استروئیدی یا سایر قطره‌های ضد التهاب انجام داد.
در مورد ناخنک‌های بزرگتر که از لحاظ ظاهری و زیبایی اهمیت دارند یا با ایجاد آستیگماتیسم باعث تاری دید شده‌اند می‌توان با جراحی ناخنک را برداشت البته اگر ناخنک به صورت ساده برداشته شود احتمال عود آن زیاد است و به خصوص در افراد جوان و افرادی که ناخنک ملتهب دارند در نیمی از مواد عود دیده می‌شود. در این افراد بهتر است علاوه بر برداشتن ناخنک از روش‌های تکمیلی مثل پیوند ملتحمه یا استفاده از داروهای خاص (مثلاً میتومایسین) در حین جراحی استفاده شود.
برخی مطالعات نشان داده که مصرف میتومایسین حین و بعد از عمل ناخنک شانس عود ناخنک را کاهش می‌دهد.
در ناخنک‌های خیلی بزرگ که وسط قرنیه را هم درگیر کرده‌اند ممکن است لازم باشد علاوه بر اقدامات فوق از پیوند قرنیه لایه‌ای برای اصلاح شکل قرنیه استفاده شود.

## یافته‌های تازه
(دی پیریدامول) موجب مهار نسخه برداری و مشابه سازی کاردیو ویروس در درون سلول میزبان می‌شود.
قطره دی پیریدامول موجب کاهش و بهبود ناخنک (زائده) چشم و (خشکی چشم) می‌شود.
https://www.karger.com/Article/FullText/362113
https://www.ncbi.nlm.nih.gov/pmc/articles/PMC1193570
https://www.ncbi.nlm.nih.gov/pmc/articles/PMC3995373